# Cabo Egmont

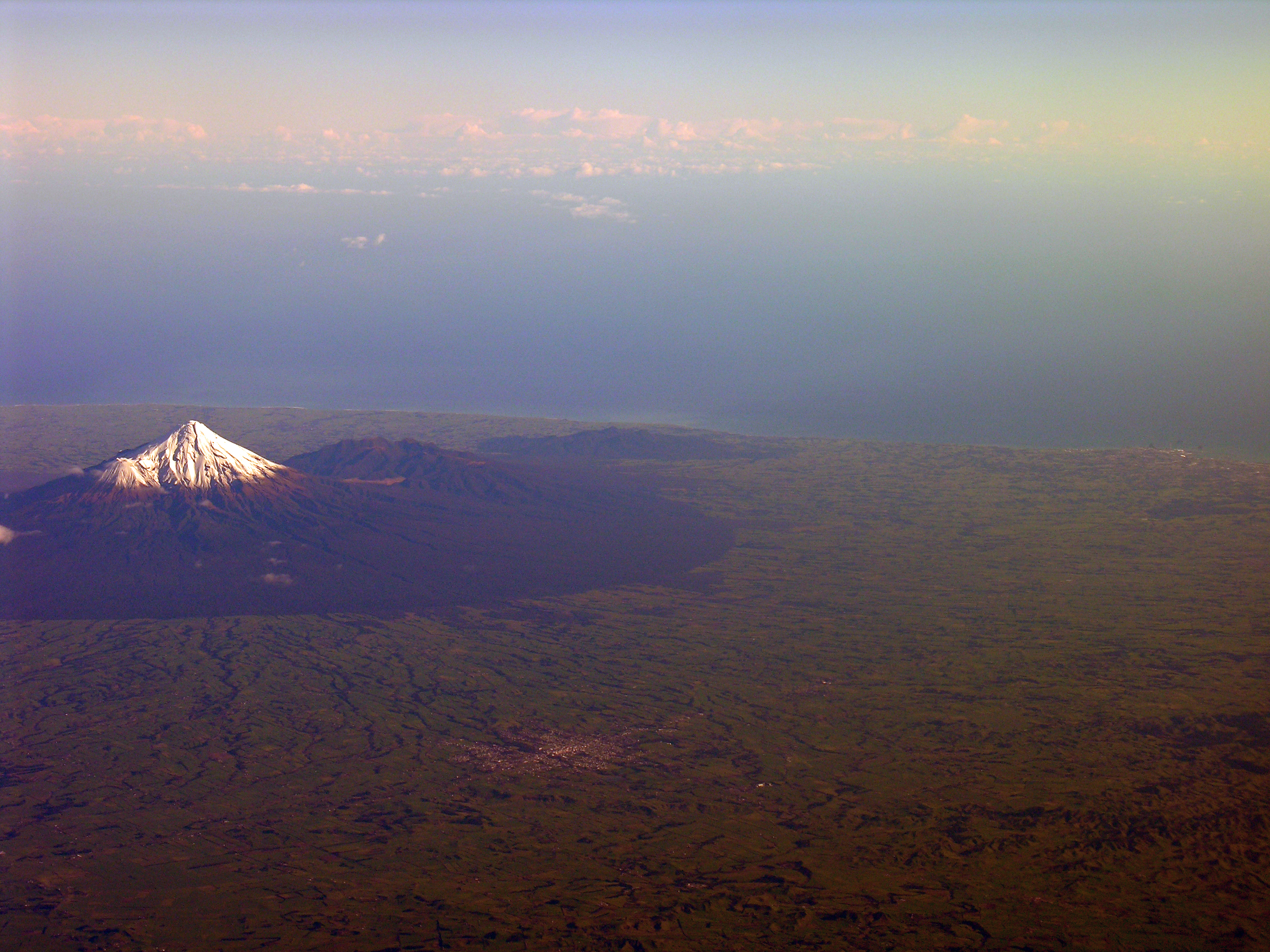
Vista aérea del volcán Taranaki y la zona de la costa del cabo Egmont

El capo Egmont (del inglés: Cape Egmont) es el punto más occidental de Taranaki, al oeste de la Isla Norte (Nueva Zelanda). Se ubica cerca del cono volcánico del monte Taranaki o monte Egmont.
Fue nombrado cabo Pieter Boreels por el explorador holandés Abel Tasman en 1642, pero rebautizado cabo Egmont por el explorador británico James Cook en 1769. Tasman no logró ver el monte Taranaki, debido a su mala visibilidad, pero Cook sí lo hizo, y después de nombrar el monte Egmont, confirió el promontorio, el cual se convirtió en su nombre definitivo.
- Datos: Q957937
- Multimedia: Cape Egmont / Q957937